# Jacques-Marie-Antoine-Célestin Dupont
Jacques-Marie-Antoine-Célestin Dupont (ur. 1 lutego 1792 w Iglesias, zm. 26 maja 1859 w Bourges) – francuski duchowny katolicki pochodzenia sardyńskiego, kardynał, arcybiskup Bourges.
Święcenia kapłańskie przyjął 23 września 1815. 3 maja 1824 został wybrany biskupem tytularnym Samosaty i biskupem pomocniczym Sens. 29 czerwca 1824 w Paryżu przyjął sakrę z rąk arcybiskupa Anna-Louis-Henri de La Fare (współkonsekratorami byli biskupi Mathias de la Romagère i Jean-Baptiste Millaux). 23 czerwca 1824 otrzymał obywatelstwo francuskie. 5 lipca 1830 przeszedł na biskupstwo Saint-Dié. 24 lipca 1835 przeniósł się na arcybiskupstwo Awinionu. 24 stycznia 1842 objął stolicę metropolitalną Bourges, na której pozostał już do śmierci. 11 stycznia 1847 Pius IX wyniósł go do godności kardynalskiej, a 4 października 1847 nadał mu tytuł kardynała prezbitera Santa Maria del Popolo.